# Reutlinger Stadtverkehrsgesellschaft
Die Reutlinger Stadtverkehrsgesellschaft mbH (RSV) ist für den öffentlichen Nahverkehr in Reutlingen sowie den umliegenden Städten und Gemeinden Pfullingen, Eningen, Pliezhausen und Walddorfhäslach zuständig. Das Unternehmen, das sich in kommunalem Eigentum befindet, bedient 15 Omnibuslinien und verfügt über einen Fuhrpark von 52 eigenen Omnibussen. Die Linien der RSV sind Teil des Verkehrsverbundes Neckar-Alb-Donau; sie verkehren alle in der Tarifwabe 220.
Ein Teil der Fahrleistungen wird im Auftrag der RSV von den Subunternehmern Kurz (Pliezhausen), Lutz (Reutlingen-Mittelstadt), und Steinmaier-Aberle (Pliezhausen) erbracht, die zusammen über rund 35 weitere Busse in RSV-Aufmachung verfügen.

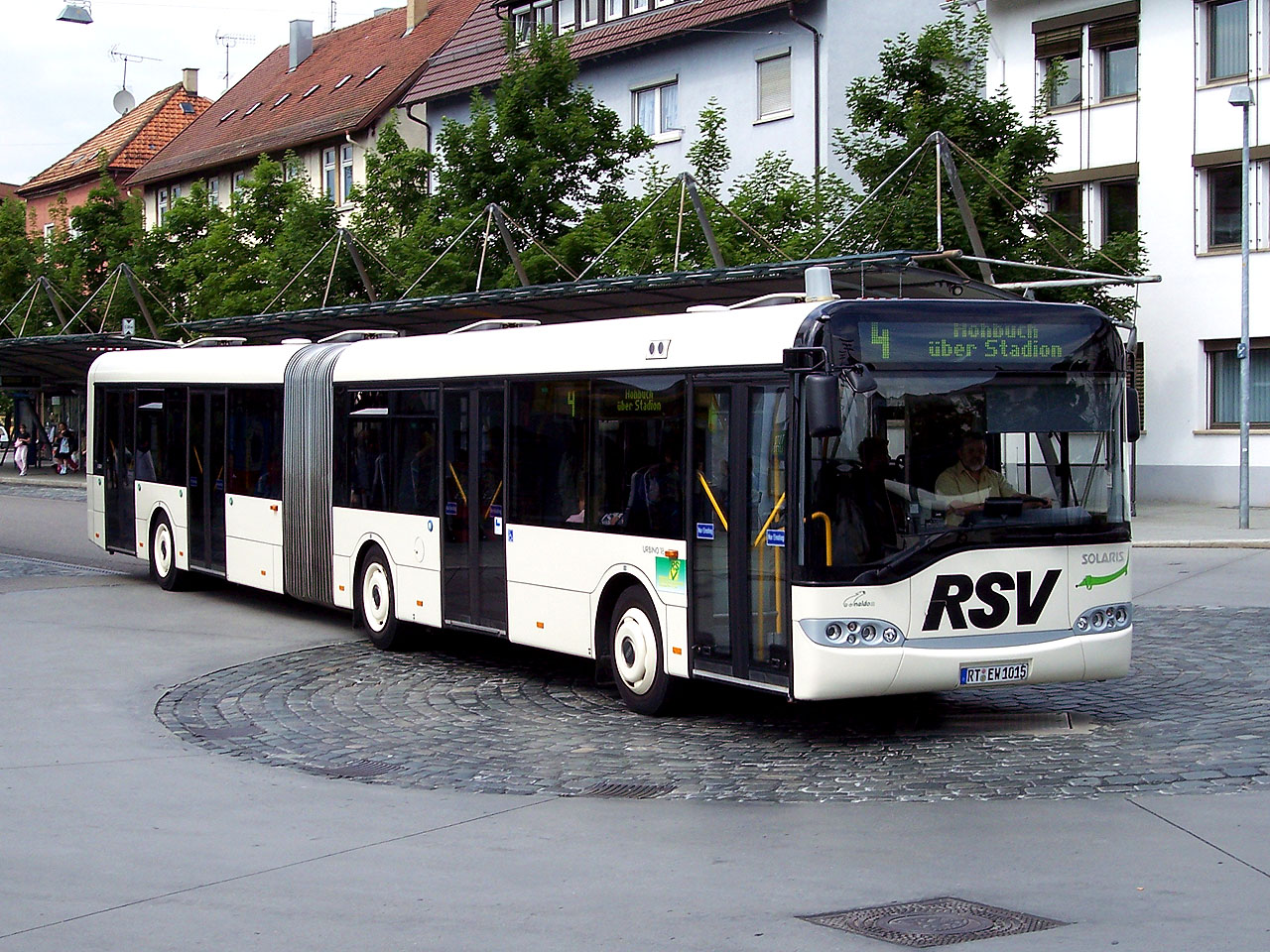
Solaris Urbino 18 der RSV

## Geschichte
Im Jahr 1949 beauftragte die Stadt Reutlingen das Privatunternehmen Hogenmüller & Kull mit dem Betrieb mehrerer Buslinien in den Stadtteilen, in denen die Straßenbahn Reutlingen nicht verkehrte. Mit der schrittweise erfolgten Stilllegung der Straßenbahn zwischen 1967 und 1974 wurde der Omnibusverkehr weiter ausgebaut. Seit dem 14. Mai 2003 verkehrt die Schnellbuslinie eXpresso zwischen Pfullingen, Reutlingen und dem Stuttgarter Flughafen.
Mit dem Maxitrain beschaffte die RSV im Jahr 2004 den ersten Omnibus-Personenanhänger in Baden-Württemberg. Seit dem 5. Oktober 2009 gibt es die neue Linie 300 von Walddorf nach Dettenhausen, wo Anschluss an die Schönbuchbahn nach Böblingen besteht.
Die Stadtwerke Reutlingen übernahmen Ende 2021 die bisher in Privatbesitz befindlichen Anteile am RSV, wodurch das Unternehmen vollständig in kommunalen Besitz überging. Die Familien Hogenmüller und Kull waren zuvor zusammen mit 66,6 % beteiligt. Die RSV Reutlinger Stadtverkehrsgesellschaft mbH Hogenmüller & Kull Co. KG ist dabei im bisherigen kommunalen Beteiligungsunternehmen Reutlinger Stadtverkehrsgesellschaft mbH aufgegangen.

## Verkehr
Das zentrale Kreuz der RSV-Linien sind seit September 2019 die Haltestellen Hbf./Listplatz, Gartenstraße und Unter den Linden. Diese werden von den folgenden Linien angefahren: 1, 2, 3, 4, 5, 6, 7, 8, 10, 11, 12, 21, 22, 80 (Ringbus) (Die Linie 23 und Schulbusse sind ausgeschlossen). Davor war dies seit 1994 die Haltestelle Stadtmitte am Willy-Brandt-Platz, wo nur noch 8 der 26 Linien halten.

### Linien
Seit dem 2. Halbjahr 2019 (9. September 2019) ist ein neues Stadtbusnetz in Betrieb, mit dem Reutlingen besser erschlossen werden soll. Die Funktion einer zentralen Haltestelle soll dabei nicht mehr allein der bisherige ZOB "Reutlingen Stadtmitte", sondern die dafür eigens umgebaute Gartenstraße als zentrale Nahverkehrsachse übernehmen. Die bis dahin gültigen Linienäste sind neu durchgebunden worden.
Die Linien 81, 82 sowie 91-94 werden durch kleinere Quartiersbusse bedient, wodurch eine bessere Erschließung von Wohnsiedlungen möglich ist. Die Quartiersbusse wurden seit der Corona-Pandemie bis auf Weiteres komplett eingestellt.
| Linie | Verlauf | Takt | Takt                                                                    | Takt                                                             | Takt                                                             | Takt                                                                 |
| Linie | Verlauf | HVZ | Ferien                                                                  | NVZ                                                              | Samstag                                                          | Sonntag                                                              |
| ----- | --- | --- | ----------------------------------------------------------------------- | ---------------------------------------------------------------- | ---------------------------------------------------------------- | -------------------------------------------------------------------- |
| 1     | Eningen Scherbental – Südbahnhof – Gartenstraße – Hauptbahnhof – Rommelsbach – Oferdingen – Pliezhausen – Walddorfhäslach/Rübgarten                                     | 20 min bis Pliezhausen, nach Rübgarten/Walddorfhäslach 60 min                                                 | 20 min bis Pliezhausen, nach Rübgarten/Walddorfhäslach 60 min           | 30 min bis Pliezhausen, nach Rübgarten/Walddorfhäslach 60 min    | 30 min bis Pliezhausen, nach Rübgarten/Walddorfhäslach 60 min    | bis Pliezhausen 30 min, nach Rübgarten/Walddorfhäslach Einzelfahrten |
| 2     | Pfullingen Ahlsberg – Südbahnhof – Gartenstraße – Hauptbahnhof – Stadtmitte – Bösmannsäcker – Betzingen – Mark West – Ohmenhausen Mahdach                               | 20 min | 20 min                                                                  | ab 19:00 30 min                                                  | 30 min                                                           | 30 min                                                               |
| 3     | Stadtmitte – Hauptbahnhof – Rommelsbach – Altenburg – Pliezhausen – Walddorfhäslach/Rübgarten                                                                           | 5 – 8:30 / 11:30 – 19:00 20 min bis Rommelsbach, 60 min bis Altenburg nachmittags 60 min nach Walddorfhäslach | 6:00 – 19:00 alle 60 min bis Altenburg, nachmittags bis Walddorfhäslach | 8:30 – 11:30 30 min bis Rommelsbach, 60 min bis Altenburg        | 9 – 16:00 30 min bis Rommelsbach                                 | kein Verkehr                                                         |
| 4     | Orschel-Hagen – Hauptbahnhof – Stadtmitte – Kreuzeiche – Hohbuch (Fachhochschulen)                                                                                      | 5 – 19:00 alle 10 min                                                                                         | 5 – 19:00 alle 10 min                                                   | ab 19:00 alle 30 min                                             | 6 – 19:00 alle 20 min ab 19:00 alle 30 min                       | 7 – 19:00 alle 20 min ab 19:00 alle 30 min                           |
| 5     | Hauptbahnhof – Stadtmitte – Kreuzeiche – Bronnweiler – Gönningen (Mo-Sa stündlich als Linie 155 weiter nach Mössingen)                                                  | 5 – 8:30 / 10:30 – 13:30 / 15:30 – 19:00 alle 20 min sonst alle 30 min                                        | 30 min                                                                  | 30 min                                                           | Linie 5 alle 30 min Linie 6 ab 6:45 bis 24:00 alle 30 min        | Linie 5 alle 30 min Linie 6 ab 6:45 bis 24:00 alle 30 min            |
| 6     | Markwasen – Katzensteg – Klinikum – Gartenstraße – Hauptbahnhof – Sondelfingen – Reicheneck – Mittelstadt                                                               | 4:45 bis 19:30 alle 20 Min.                                                                                   |                                                                         | 19:30 bis 24:00 alle 30 Min                                      | 6:00 bis 24:00 alle 30 min.                                      | 7:00 – 24:00 alle 30 min.                                            |
| 7     | Im Efeu – Am Heilbrunnen – Hauptbahnhof – Betzingen – Wildermuthsiedlung                                                                                                | 5:00 – 19:00 20 min                                                                                           | 5:00 – 19:00 20 min                                                     | ab 19:00 30 min                                                  | 5:00 – 24:00 alle 30 min                                         | 6:00 – 24:00 alle 30 min                                             |
| 8     | Burgholz – Hauptbahnhof – Stadtmitte – Festplatz – Hohbuch | 5:00 – 20:00 20 min Stadtmitte bis Burgholz täglich bis 24:00                                                 | 5:00 – 20:00 20 min Stadtmitte bis Burgholz täglich bis 24:00           |                                                                  | 8:00 – 20:00 alle 30 min                                         | 8:00 – 18:00 alle 30 min                                             |
| 10    | Hauptbahnhof – Stadtmitte – Festplatz – Stadtwerke – Betzingen – Mark West (weiter als Linie 7611 nach Kusterdingen – Tübingen)                                         | alle 60 min                                                                                                   | alle 60 min                                                             | ab 19:00 einzelne Fahrten                                        | 9 – 16:00 alle 60 min                                            | kein Verkehr                                                         |
| 11    | Eningen Sulzwiesenstraße – Betzenried – Leonhardsplatz – Gartenstraße – Hauptbahnhof – Am Schieferbuckel – Sickenhausen – Altenburg                                     | bis 20:00 alle 40 min                                                                                         | bis 20:00 alle 40 min                                                   | kein Verkehr                                                     | bis 19:00 alle 60 min                                            | bis 18:00 alle 60 min                                                |
| 12    | Hauptbahnhof – Stadtmitte – Festplatz – Stadtwerke – Mark West – Gerhard-Kindler-Straße                                                                                 | alle 60 min                                                                                                   | alle 60 min                                                             | alle 60 min                                                      | alle 60 min                                                      | kein Verkehr                                                         |
| 21    | Pfullingen Friedrichstraße – Betzenried – Leonhardsplatz – Gartenstraße – Hauptbahnhof – Am Schieferbuckel – Sickenhausen – Altenburg                                   | bis 20:00 alle 40 min                                                                                         | bis 20:00 alle 40 min                                                   | ab 20:00 alle 30 min nach Leonhardsplatz                         | 60 min, ab 20:00 alle 30 min nach Leonhardsplatz                 | 60 min, ab 19:00 alle 30 min nach Leonhardsplatz                     |
| 22    | Orschel-Hagen – Tannenberger Straße – Hauptbahnhof – Gartenstraße – Ringelbachstraße – Kreuzeiche – Ohmenhausen Bodäcker – Mahdach                                      | alle 20 min                                                                                                   | alle 20 min                                                             | ab 19:00 30 min                                                  | 6:00 bis 24:00 alle 30 min.                                      | 6:00 bis 24:00 alle 30 min.                                          |
| 23    | Orschel-Hagen Berliner Ring – Storlach – Römerschanze – Betzingen – Mark West – Gerhard-Kindler-Straße                                                                  | 5 – 9:00 alle 20 min 11 – 17:00 alle 30 min                                                                   | kein Verkehr                                                            | kein Verkehr                                                     | kein Verkehr                                                     | kein Verkehr                                                         |
| 24    | Orschel-Hagen – Sondelfingen – Bildungszentrum Nord (Schülerverkehr) | einzelne Fahrten im Schülerverkehr                                                                            | kein Verkehr                                                            | kein Verkehr                                                     | kein Verkehr                                                     | kein Verkehr                                                         |
| 32    | Walddorfhäslach – Bildungszentrum Nord (Schülerverkehr) | einzelne Fahrten im Schülerverkehr                                                                            | kein Verkehr                                                            | kein Verkehr                                                     | kein Verkehr                                                     | kein Verkehr                                                         |
| 33    | Pliezhausen – Häslach – Walddorf – Gniebel – Rübgarten – Pliezhausen | Fahrten der Line 33 fahren nur an Schultagen bis Walddorfhäslach                                              | Fahrten der Line 33 fahren nur an Schultagen bis Walddorfhäslach        | Fahrten der Line 33 fahren nur an Schultagen bis Walddorfhäslach | Fahrten der Line 33 fahren nur an Schultagen bis Walddorfhäslach | Fahrten der Line 33 fahren nur an Schultagen bis Walddorfhäslach     |
| 33    | Pliezhausen – Häslach – Walddorf – Gniebel – Rübgarten – Pliezhausen | 6 – 18:00 alle 20/60 min                                                                                      | 6 – 18:00 alle 20/60 min                                                | ab 18:00 alle 30 min                                             | 30 min                                                           | kein Verkehr                                                         |
| 61    | Mittelstadt – Reicheneck – Bildungszentrum Nord (Schülerverkehr) | einzelne Fahrten im Schülerverkehr                                                                            | kein Verkehr                                                            | kein Verkehr                                                     | kein Verkehr                                                     | kein Verkehr                                                         |
| 62    | Am Schieferbuckel – Römerschanze – Degerschlacht – Sickenhausen – Bildungszentrum Nord (Schülerverkehr)                                                                 | einzelne Fahrten im Schülerverkehr                                                                            | kein Verkehr                                                            | kein Verkehr                                                     | kein Verkehr                                                     | kein Verkehr                                                         |
| 80    | Stadthalle – Stadtmitte – Gartenstraße – Albtorplatz – Ledergraben – Stadthalle                                                                                         | kein Verkehr                                                                                                  | kein Verkehr                                                            | kein Verkehr                                                     | ab 9:30 – 18:30 alle 15 min                                      | kein Verkehr                                                         |
| 81    | Lerchenbuckel – Aaraustr. – Stadtmitte – Gartenstraße weiter als Linie 82 (fällt wegen COVID-19 bis auf Weiteres aus)                                                   | fällt wegen COVID-19 bis auf Weiteres aus                                                                     | fällt wegen COVID-19 bis auf Weiteres aus                               | fällt wegen COVID-19 bis auf Weiteres aus                        | fällt wegen COVID-19 bis auf Weiteres aus                        | fällt wegen COVID-19 bis auf Weiteres aus                            |

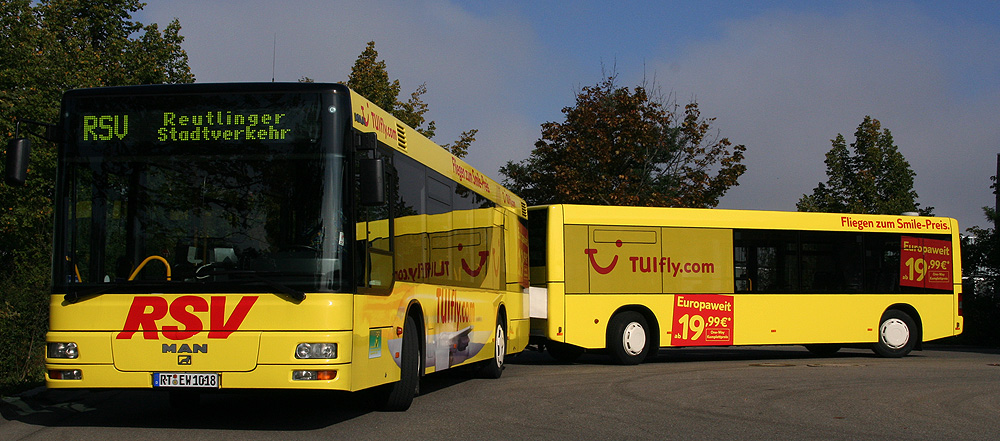
Göppel Maxitrain der RSV

| 82    | (Achalm -) Burgholz – Richard-Wagner-Straße – Leonhardsplatz – Gartenstraße – Hauptbahnhof – Stadtmitte weiter als Linie 81 (fällt wegen COVID-19 bis auf Weiteres aus) | fällt wegen COVID-19 bis auf Weiteres aus                                                                     | fällt wegen COVID-19 bis auf Weiteres aus                               | fällt wegen COVID-19 bis auf Weiteres aus                        | fällt wegen COVID-19 bis auf Weiteres aus                        | fällt wegen COVID-19 bis auf Weiteres aus                            |
| 91    | Rommelsbach – Oferdingen – Altenburg – Rommelsbach – Wohngebiet Mähder (fällt wegen COVID-19 bis auf Weiteres aus)                                                      | fällt wegen COVID-19 bis auf Weiteres aus                                                                     | fällt wegen COVID-19 bis auf Weiteres aus                               | fällt wegen COVID-19 bis auf Weiteres aus                        | fällt wegen COVID-19 bis auf Weiteres aus                        | fällt wegen COVID-19 bis auf Weiteres aus                            |
| 92    | Betzingen Bhf – Schanzstraße – Degerschlacht – Sickenhausen – Rommelsbach – Wohngebiet Mähder (fällt wegen COVID-19 bis auf Weiteres aus)                               | fällt wegen COVID-19 bis auf Weiteres aus                                                                     | fällt wegen COVID-19 bis auf Weiteres aus                               | fällt wegen COVID-19 bis auf Weiteres aus                        | fällt wegen COVID-19 bis auf Weiteres aus                        | fällt wegen COVID-19 bis auf Weiteres aus                            |
| 93    | Mittelstadt – Reicheneck – Rommelsbach – Sickenhausen – Kirchentellinsfurt Bhf (fällt wegen COVID-19 bis auf Weiteres aus)                                              | fällt wegen COVID-19 bis auf Weiteres aus                                                                     | fällt wegen COVID-19 bis auf Weiteres aus                               | fällt wegen COVID-19 bis auf Weiteres aus                        | fällt wegen COVID-19 bis auf Weiteres aus                        | fällt wegen COVID-19 bis auf Weiteres aus                            |
| 94    | Im Efeu – Sondelfingen Bahnhof – Sondelfingen Mitte – Orschel-Hagen – Rommelsbach (fällt wegen COVID-19 bis auf Weiteres aus)                                           | fällt wegen COVID-19 bis auf Weiteres aus                                                                     | fällt wegen COVID-19 bis auf Weiteres aus                               | fällt wegen COVID-19 bis auf Weiteres aus                        | fällt wegen COVID-19 bis auf Weiteres aus                        | fällt wegen COVID-19 bis auf Weiteres aus                            |

### Nachtbuslinien
Neben dem täglichen Liniennetz existiert an Wochenenden und an Vorabenden von Feiertagen zwischen 0:00 und 3:00 Uhr zudem noch ein Nachtbusnetz (RSV Nightline) mit neun Linien. Die Nachtbusse fahren seit dem 28. Juli 2023 wieder nach regulärem Fahrplan. (Nur in den Nächten von Freitag auf Samstag und von Samstag auf Sonntag und in Feiertagen)
| Nr.        | Verlauf |
| ---------- | --- |
| N1 Merkur  | Gartenstraße – Oststadt – Südbahnhof – Eningen – Listplatz                                                                                     |
| N2 Venus   | Gartenstraße – Oststadt – Pfullingen – Südbahnhof – Listplatz                                                                                  |
| N3 Mars    | Listplatz – Stadtmitte – Kreuzeiche – Ringelbach – Gartenstraße                                                                                |
| N4 Jupiter | Listplatz – Stadtmitte – Betzingen – Ohmenhausen – Bronnweiler – Gönningen – Listplatz                                                         |
| N5 Saturn  | Listplatz – Betzingen – Wannweil – Betzingen – Gartenstraße                                                                                    |
| N6 Uranus  | Listplatz – Orschel-Hagen – Sickenhausen – Degerschlacht – Gartenstraße                                                                        |
| N7 Neptun  | Listplatz – Orschel-Hagen – Sondelfingen – Listplatz                                                                                           |
| N8 Pluto   | Listplatz – Rommelsbach – Oferdingen – Pliezhausen – Mittelstadt – Reicheneck – Sondelfingen – Gartenstraße                                    |
| N9 Sirius  | Listplatz – Rommelsbach – Altenburg – Rübgarten – Gniebel – Walddorf – Häslach – Walddorf – Gniebel – Pliezhausen – Rommelsbach – Gartenstraße |

### Fuhrpark
Bei der RSV zum Einsatz kommen die Busmodelle Citaro und Citaro G von Mercedes-Benz, Urbino 12 und Urbino 18 (IV) von Solaris sowie ein Maxitrain aus dem Hause Göppel (jetzt ein Sattelschlepper geworden, der so umgebaut worden ist, dass ein paar Fahrräder in den Bus reingehen können.), wobei ein dritter NL 313 von MAN und 4 Solaris Urbino 12 IV als zusätzliche Zugfahrzeuge für die Maxitrains vorhanden ist. Dazu kommen die Citaro G Euro 6 C2 sowie Citaro Euro 6 C2 Busse. Die RSV hatte begonnen neue Solaris Urbino 18 IV seit April 2018 sowie seit Juni 2019 neue Solaris Urbino 12 IV in den Linienbetrieb zu bringen und ältere Busse zu ersetzen. Seit 2019 werden auch unter anderem ein Iveco Crossway LE neu für die Linie X3 bestellt.
Seit 2020 sind schrittweise auch Elektrobusse der Hersteller Mercedes-Benz (eCitaro) und MAN (New Lion’s City 12/18E) Teil des Fuhrparks, wofür die letzten Citaros der ersten Generation nun endgültig ausgemustert sind, ein paar Exemplare wurden an Subunternehmer abgegeben, welche dafür ältere Busse ausgemustert haben.